# Сапала
Сапа́ла (исп. Zapala, произносится /θаˈраlа/) — город на севере аргентинской Патагонии, в географическом центре провинции Неукен, в 182 км к западу от столицы провинции и 115 км от аргентино-чилийской границы. Административный центр одноимённого департамента. Расположен на высоте 1012 м над уровнем моря.
Датой основания населённого пункта считается 12 июля 1913 года — день открытия в Сапале конечной станции железной дороги Ferrocarril General Roca (в настоящее время — Ferrosur Roca); статус города (муниципального округа — municipio) получил в 1948 г. В наши дни является важным экономическим, транспортным и культурным центром провинции. Именно отсюда начинаются многие туристические маршруты аргентинской Патагонии. Через город проходят национальные автомагистрали № 22 и 40, сюда же сходятся шоссе провинциального значения № 13, 14, 16 и 46.
Основные промышленные отрасли — горнодобывающая (нерудные ископаемые), производство цемента и негашёной извести.
В городе расположен престижный Музей минералогии им. профессора Олсахера.

## Название
Название города и департамента — Сапала (исп. Zapala) — происходит, видимо, от арауканского слова «чападла», что означает «мёртвое болото»

## Физико-географические характеристики региона

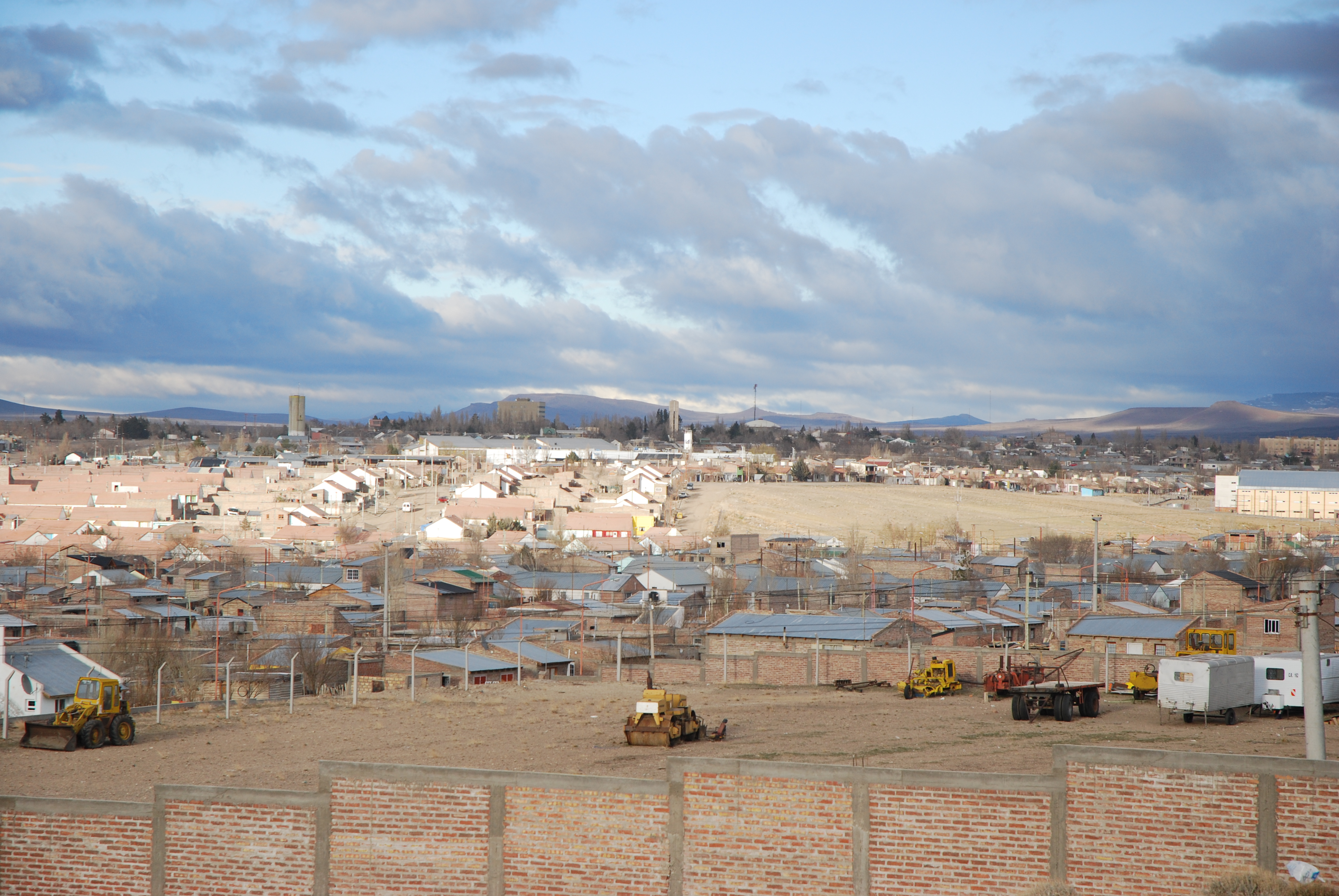
Вид Сапалы с севера

Город расположен на базальтовом плато в предандийской Патагонии.
|                             | Чос-Малаль (196 км)        |                       |                 |
| Лонкопуэ (120 км)           | Мариано-Морено (20 км)     | Бута-Ранкиль (279 км) |                 |
| Лас-Лахас (50 км)           |                            | Аньело (151 км)       |                 |
| Вилья-Пеуэния (140 км)      |                            | Кутраль-Ко (58 км)    | Неукен (182 км) |
| Алуминэ (90 км)             | Пьедра-дель-Агила (205 км) | Пикун-Леуфу (150 км)  |                 |
| Хунин-де-лос-Андес (205 км) |                            |                       |                 |

Климат засушливый, умеренный внутриконтинентальный. Основная масса осадков, приносимых ветрами с Тихого океана, выпадает на западных склонах Анд. Переваливая через горы, воздушные потоки иссушаются и осадков не дают. Преобладающие ветры — западные, северо-западные и юго-западные, преимущественно с августа по октябрь. Средняя скорость — 45 км/ч, при этом порывы могут достигать скорости 180 км/ч.
Дожди редки, осадки преимущественно в виде снега, 200—300 мм в год, в период с мая по сентябрь.
Среднегодовая температура — 14 °C; средняя температура лета — 22 °C, максимальная — 31 °C; средняя температура зимы — 6 °C, минимальная зарегистрированная — минус 15 °C.

## История
Коренные жители аргентинской Патагонии — индейцы пуэльче и теуэльче. В XVI—XIX вв. они были в большой степени ассимилированы мигрировавшими с тихоокеанского побережья Чили индейцами мапуче (арауканами). В XIX веке, после создания в 1816 году самостоятельного аргентинского государства, аргентинское правительство приступило к присоединению южных территорий — Аргентина, с одной стороны, продолжала испытывать потребность в новых территориях для развития животноводческого хозяйства и обеспечения землёй прибывающих иммигрантов, а с другой стороны, у аргентинского правительства имелись все основания опасаться захвата патагонских земель соседним государством Чили.
В 1871 году аргентинское правительство приступило к регулярным действиям против войск индейских племён. Эта военная кампания, продолжавшаяся до середины 1880-х гг., вошла в историю под названием «Завоевание пустыни». В ходе кампании к апрелю 1879 года аргентинская армия под командованием генерала Хулио Архентино Роки установила контроль над территорией к северу от реки Рио-Негро и её северного притока Неукен.
В 1881 году кампания по завоеванию Патагонии продолжилась под командованием полковника Конрада Вильегаса. В течение года армия вышла на рубеж реки Лимай. Таким образом, под контроль Аргентины перешли новые территории, вошедшие впоследствии в состав провинции Неукен. С окончанием военной кампании, в ходе которой индейское население было частично уничтожено, депортировано или было вынуждено бежать на территорию современного Чили, здесь возникают первые поселения, жители которых — иммигранты и переселенцы из других регионов Аргентины — занимались разведением скота на пастбищах, которые ранее использовало индейское население.
Датой основания населённого пункта Сапала считается 12 июля 1913 года — день открытия конечной станции железной дороги Ferrocarril General Roca (в настоящее время — Ferrosur Roca), соединившей Сапалу со столицей провинции — городом Неукен — и с восточной Аргентиной. Первый поезд прибыл на станцию Сапала в начале 1914 года.
Приход железной дороги способствовал развитию Сапалы как транспортного узла и центра торговли. В Сапале начало развиваться производство кожи и шерсти, а благодаря железной дороге появилась возможность вывозить производимые товары на продажу в крупные города.
Начало XX века было ознаменовано прибытием многочисленных иммигрантов из Чили, Италии, Сирии, Ливана, а также переселенцев из других аргентинских провинций. В 1914 году здесь появились почта и телеграф. Первый муниципальный совет был создан 20 февраля 1920 года.
В период 1935—1945 гг. в Сапале были построены казармы Covunco Centro, в которых был расквартирован десятый горно-пехотный полк (R.I.M 10), а также армейский гарнизон (la Guarnición Ejército Zapala), в котором разместился четвёртый кавалерийский полк (Reg. 4 de Caballeria). Появление двух армейских частей придало новый импульс развитию торговли, сферы образования и здравоохранения, банковских услуг. В 1948 году Сапала приобрела статус города.
Большое значение для развития городской социальной инфраструктуры и экономики имела деятельность дона Амадо Сапага, возглавлявшего город с 1953 по 1987 год.
Значение Сапалы как регионального транспортного узла было ослаблено в 1970-е годы строительством федеральной трассы № 237 (Ruta Nacional N° 237) в связи с созданием ГЭС Эль-Чокон. В 1980-е годы были прекращены пассажирские перевозки по железной дороге. Местные власти предпринимали многочисленные попытки оживить экономику города, включая претенциозный проект создания трансандской железнодорожной магистрали, однако до сих пор более или менее успешными оказались лишь проекты, связанные с горнодобывающей и лесоперерабатывающей отраслями и обеспечением их потребностей (телекоммуникации, логистика, транспорт).

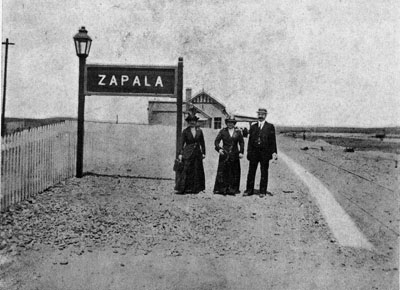
День открытия железнодорожной станции Сапала
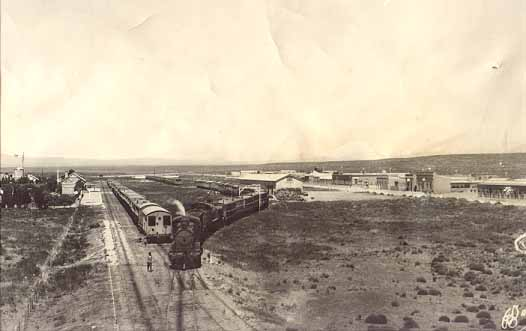
Станция Сапала ок. 1915 г.
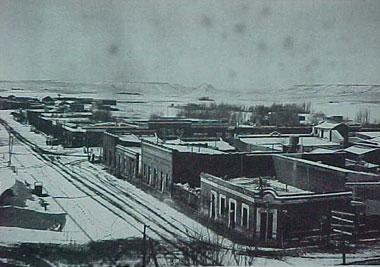
Вид на Сапалу в начале XX века

## Население
По данным первой переписи населения, которая была проведена в 1920 году, в Сапале проживал 971 человек. Согласно переписи 1926 года, население удвоилось и составило 1817 человек. В 1991 году в Сапале проживало уже 31167 человек, а к 2001 году население увеличилось до 35806 жителей. По данным переписи 2010 года, население Сапалы составляет 32355 человек.

## Транспорт

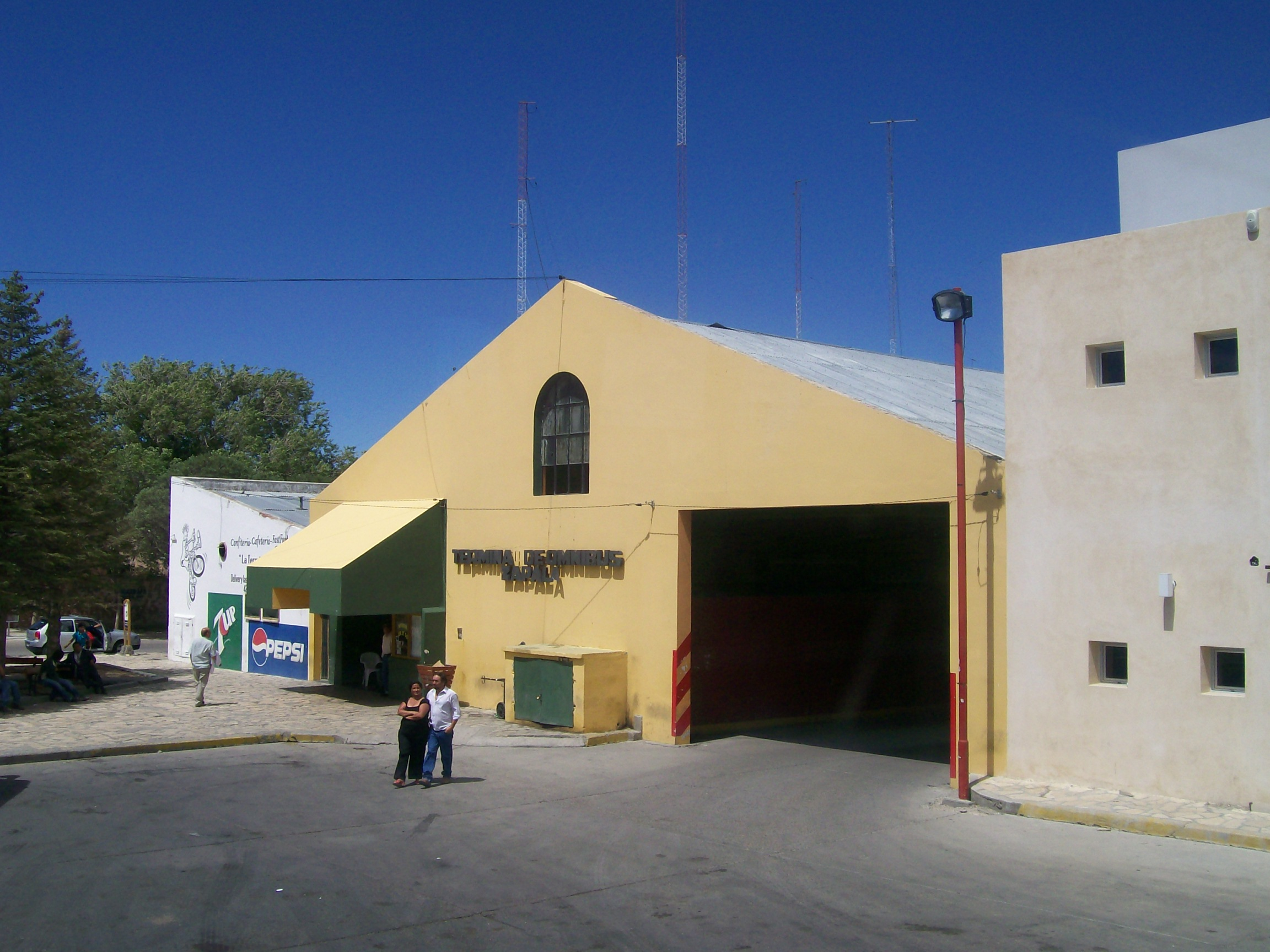
Городская автобусная станция

### Автомобильный
Через Сапалу проходят две национальные автомагистрали: № 22, которая пересекает Аргентину с востока на запад и ведёт в Чили через горный пограничный переход Paso de Pino Hachado; и № 40, которая тянется от границы с Боливией на севере до самой южной оконечности южноамериканского материка. В городе начинаются провинциальные автомагистрали № 13, № 14, № 16 и № 46.

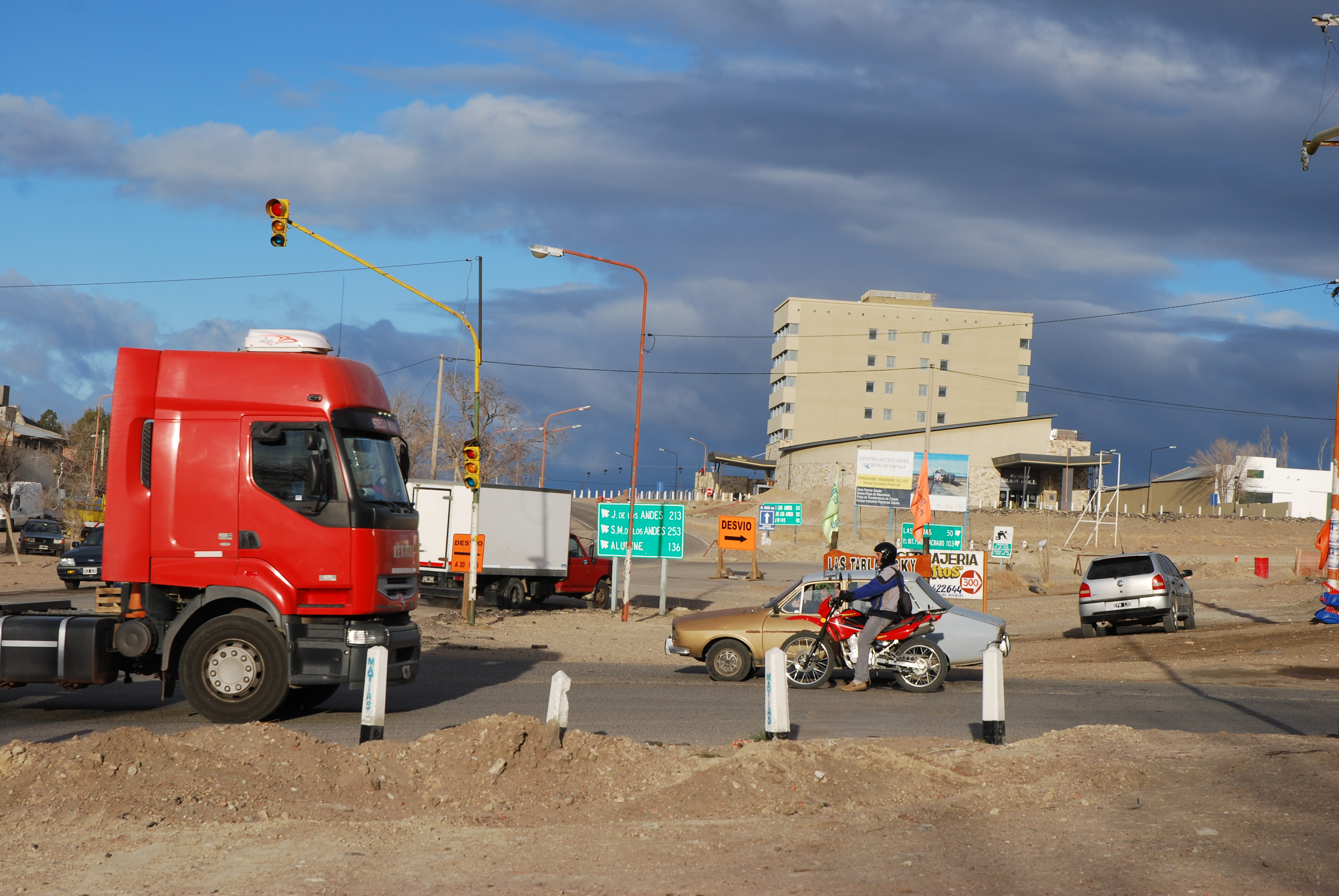
Восточный въезд в город

### Железнодорожный
После национализации аргентинских железных дорог в 1948 году национальная компания Ferrocarril Roca приобрела железную дорогу компании Ferrocarril del Sud. Затем дорога была перекуплена в 1993 году компанией Ferrosur Roca. Сапала — конечная станция железнодорожной линии, начинающейся на атлантическом побережье, в Баия-Бланке. Первоначально задумывавшийся проект создания межокеанской железнодорожной магистрали был отложен уже в 1920-е годы. В 2006—2009 годах была предпринята попытка возобновить строительство, но проект вновь был приостановлен по вине чилийской стороны.

### Воздушный
В Сапале работает местный аэропорт Вице-коммодор Олесса. (38°58′31″ ю. ш. 070°06′48″ з. д.)

## Экономика
Город — крупный культурный, транспортный и деловой центр одноименного департамента. Занимает 3-е место в провинции Неукен по экономической активности.
Важнейшие отрасли производства — горное дело, производство цемента и извести (завод Loma Negra), животноводство.
Среди местных экономически активных отраслей можно также выделить транспорт и туризм. В Сапале производится перевалка грузов, прибывающих по железной дороге, на автомобильный транспорт для дальнейшей доставки в удалённые районы, а также на экспорт в Чили.

## Политическая жизнь
Сапала является административным центром одноимённого департамента. В городе расположены государственные учреждения, филиалы крупных банков, таких как El Banco de la Nación Argentina, Banco Macro Bansud и Banco Provincia del Neuquén. Местная конституция, согласно которой мэр избирается сроком на 4 года, действует с января 1995 года; в 2006 году была принята её новая редакция.
В Сапале родился соучредитель региональной политической партии Movimiento Popular Neuquino Амадо Сапаг, с 1953 по 1987 год занимавший должность мэра города. В 2011 году Мария Мартинес, представляющая партию Frente Grande, победила на выборах экс-мэра Эдгардо Сапага, представлявшего Movimiento Popular Neuquino, и стала первой женщиной-мэром города.

## Достопримечательности

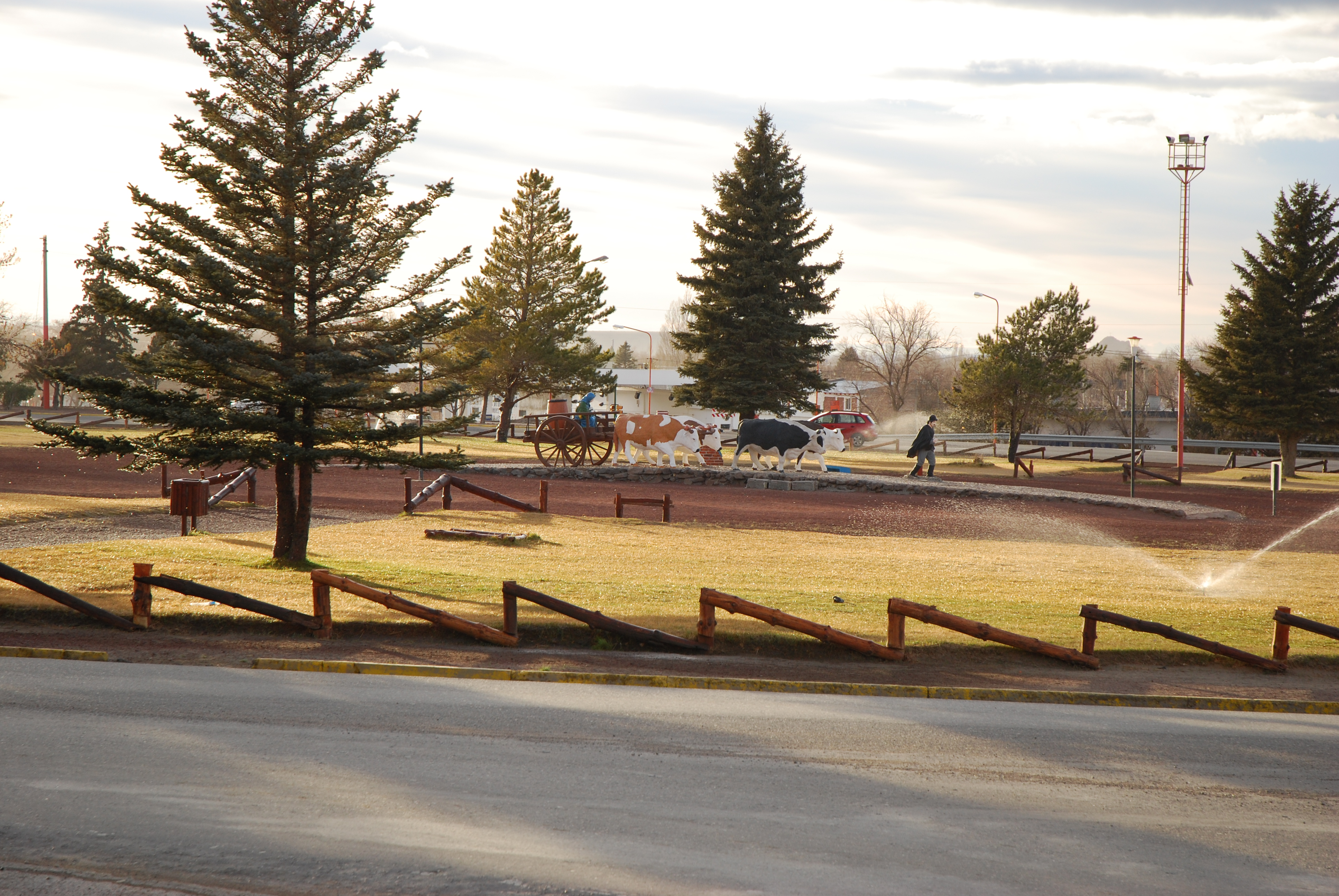
Центральная ротонда и памятник первым жителям

Музей минералогии имени профессора Олсахера был открыт 24 мая 1969 года. В музее выставлена коллекция из более чем 2000 видов минералов и ювелирные изделия, принадлежавшие минералогу Хуану Олсахеру, а также палеонтологические экспонаты. В 2004—2009 гг. прошла его реконструкция.
Исторический музей города был открыт 15 июля 2005 года. В музее представлены вещи, документы и фотографии первых жителей города.
Кинотеатр «Дон Амадо Сапаг» — крупнейший в провинции, используется также для проведения концертов и театральных спектаклей. Назван в честь основателя региональной политической партии Movimiento Popular Neuquino.

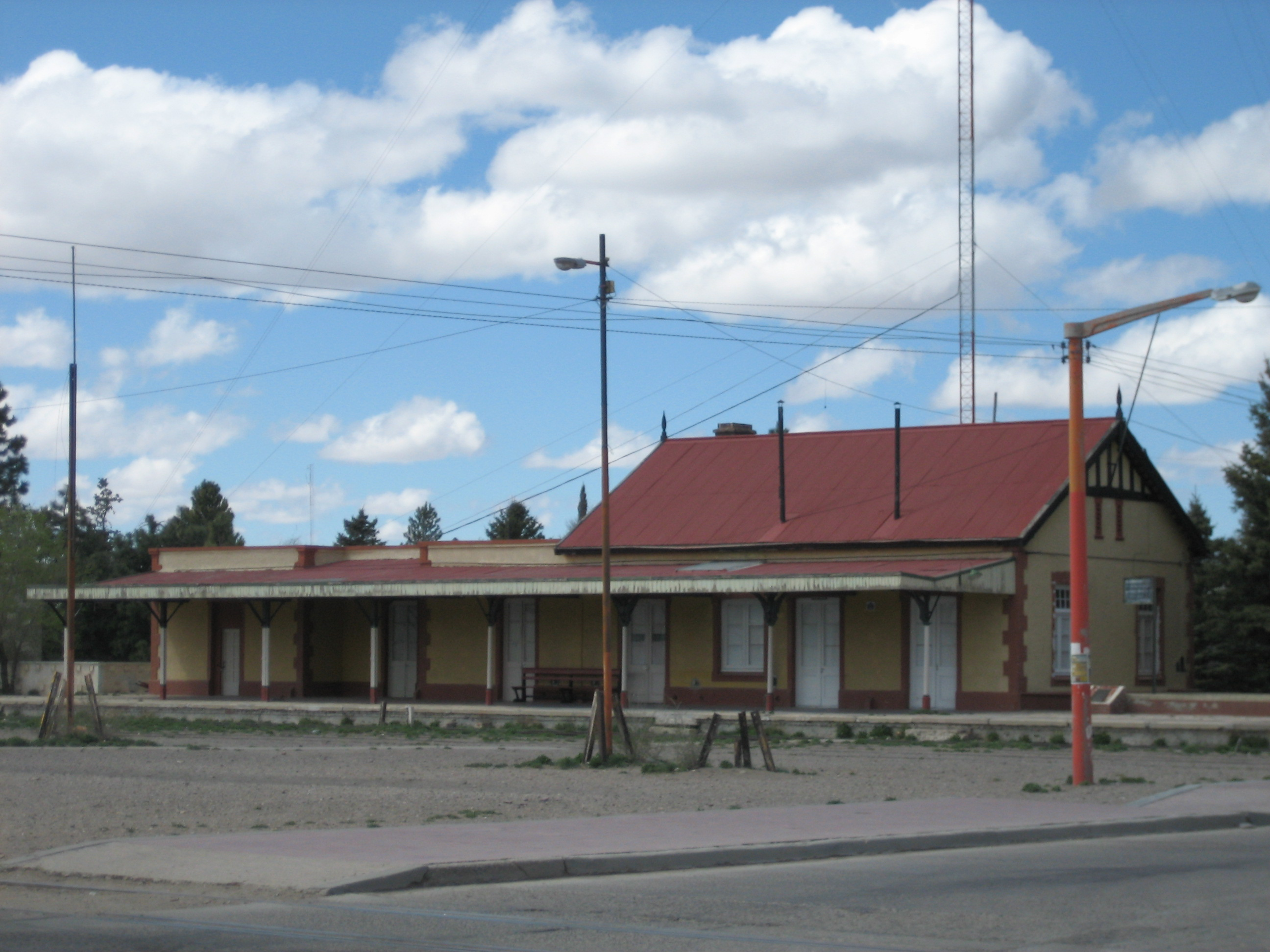
Железнодорожная станция Сапалы

Сельскохозяйственно-ремесленная ярмарка «Трабум-Рука» работает в конце недели во владении «Трабум-Рука», на пересечении национальной магистрали № 22 и улицы Нуэве-де-Хулио. На ярмарке продаются местные ремесленные товары, среди которых деревянные и каменные изделия, традиционные блюда местной кухни, шоколад и ликёры. Летом проходят музыкальные спектакли с участием местных и провинциальных артистов.
Историческими зданиями являются фасад дома семьи Траннак, вокзал и железнодорожная станция — образцы архитектурного стиля конца XIX — начала XX вв.
Среди регулярных мероприятий, которые ежегодно проходят в городе, стоит отметить ярмарку промышленных и ремесленных изделий (проводится в марте с 2007 года), ярмарку книги (в июне), юбилей города (12 июля), танцевальный вечер весны (в сентябре), провинциальную встречу театра (в октябре).

## Туризм
Через Сапалу можно добраться до таких туристических объектов, как гидротермальный центр Кавиауе-Копауе, поселение Андакольо и город Лас-Овехас департамента Минас (к северу), город Вилья Пеуэния на северном берегу озера Алуминэ, города Хунин-де-Лос-Андес и Сан-Мартин-де-Лос-Андес к югу и город Сан-Карлос-де-Барилоче в Рио-Негро.
Ближайшие туристические достопримечательности:
Ручей Ковунко — ближайший водоём. Находится в 20 км от города по шоссе № 14. На его берегу расположен посёлок Мариано-Морено. Долина Ковунко, в отличие от окружающей местности, покрыта яркой зеленью. Это популярное место отдыха.
Национальный парк «Лагуна Бланка» площадью 11200 гектаров находится в 30 км от Сапалы. Был открыт в 1940 году для защиты местной экосистемы. Является местом гнездования черношейных лебедей и служит пристанищем различных видов. Экорегион представляет собой патагонскую степь. Парк расположен между коническими холмами. В нём были обнаружены такие археологические находки, как погребения и каменные орудия индейцев мапуче, которые жили в этом регионе.
Горнолыжный курорт Примерос-Пинос располагается в 50 км от Сапалы по шоссе № 13, это привлекательный летний курорт. На территории курорта находятся леса араукарий. Курорт имеет площадь 8 гектаров, пригодных для лыжного спорта. Расположен на высоте 1800 м над уровнем моря. Среди предлагаемых видов спорта — сноуборд, горнолыжный спорт и др.

## Знаменитые люди из Сапалы
- Артуро Траннак — основатель города.
- Фелипе Сапах, Хорхе Сапах — губернаторы провинции Неукен.
- Карлос Сапах — предприниматель.
- Рауль Ди Бласио — музыкант.